# Strada statale 705 di Cuneo
La strada statale 705 di Cuneo (SS 705), già nuova strada ANAS 312 Collegamento Est-Ovest di Cuneo (NSA 312), è una strada statale italiana che collega la parte occidentale e quella orientale di Cuneo superando il centro cittadino in galleria.

## Percorso
La strada ha inizio ad una rotonda posta lungo la ex strada statale 22 di Val Macra ad ovest di Cuneo. La strada si presenta a carreggiata unica con una corsia per senso di marcia, priva di incroci a raso con la sola presenza di una rotatoria.
Il primo svincolo che si incontra è quello con la SP 41 Cuneo-Bernezzo, mentre proseguendo oltre si arriva alla rotatoria in cui si innesta la strada statale 705 dir di Cuneo. Il tracciato continua con il viadotto "Sarti" superando la Stura di Demonte, presentando uno svincolo per il centro cittadino ed iniziando la lunga "Galleria cittadina". All'uscita è presente il "Viadotto della pace" che permette di superare il torrente Gesso e la strada si innesta infine sulla ex strada provinciale 21 Nuova Bovesana.
L'intero tracciato è stato aperto al traffico in un'unica occasione il 16 luglio 2007 con la classificazione provvisoria di nuova strada ANAS 312 Collegamento Est-Ovest di Cuneo (NSA 312), mentre la classificazione attuale è avvenuta solo nel 2011 col seguente itinerario: "Innesto con la ex S.S. n. 22 presso Cuneo - Innesto con la S.P. n. 21 presso Cuneo".

### Tabella percorso
| di Cuneo | |     |           |
| Tipo     | Indicazione                                                                                         | km  | Provincia |
|          | ex di Val Macra Confreria - Caraglio                                                                | 0,0 | CN        |
|          | Cuneo-Bernezzo Borgo San Dalmazzo                                                                   | 0,6 | CN        |
|          | di Cuneo Savigliano - Alba                                                                          | 1,3 | CN        |
|          | Cuneo-Santa Croce del Colle di Tenda e di Valle Roja - Borgo San Dalmazzo - San Rocco Castagnaretta | 2,0 | CN        |
|          | Cuneo-centro                                                                                        | 2,9 | CN        |
|          | ex Nuova Bovesana Mondovì - Boves - Borgo San Dalmazzo                                              | 4,6 | CN        |

## Strada statale 705 dir di Cuneo
La strada statale 705 dir di Cuneo (SS 705 dir) è una strada statale italiana che funge da diramazione della SS 705, collegandola con la ex strada statale 22 di Val Macra.
Il suo percorso è quasi esclusivamente rappresentato dalla galleria Carle lunga 569 m, che collega le due rotatorie poste alle estremità dell'arteria.
La classificazione attuale è avvenuta nel 2011 col seguente itinerario: "Innesto con la ex S.S. n. 22 presso Cuneo - Innesto con la S.S. n. 705 presso Cuneo".